# Lithacodia perta
Lithacodia perta är en fjärilsart som beskrevs av William Schaus 1893. Lithacodia perta ingår i släktet Lithacodia och familjen nattflyn. Inga underarter finns listade i Catalogue of Life.